# Jandek
Jandek is de muzikantennaam van Sterling Richard Smith (Houston, Texas, 26 oktober 1945). Sinds 1978 heeft Jandek al 49 albums uitgegeven met het door hem opgerichte 'Corwood Industries' label. Zijn muziekstijl is erg apart hij maakt geen weinig of geen gebruik van bestaande akkoorden en zijn gitaar staat vaak bedoeld vals gestemd. Zijn weigering om enig interview te doen, en zijn anonimiteit (hij heeft maar twee interviews gegeven) hebben hem geleidelijk aan een cult-status opgeleverd.
Daar hij de eerste 26 jaar geen live-optreden gaf, wist niemand hoe hij eruitzag. Feit was dat op vele albums een man zichtbaar was, en toen Jandek in 2004 een eerste optreden maakte, werd duidelijk dat hij wel degelijk die man was. Over zijn leven is weinig bekend, behalve één anekdote die hijzelf de wereld instuurde: hij zou zeven romans hebben geschreven, die allemaal afgewezen werden door de uitgeverijen, waarna hij ze verbrand zou hebben. Ook zou hij opgegroeid zijn in Rhode Island, want dat is de plaats waarnaar sommige nummers verwijzen.
De meeste nummers van Jandek bevatten enkel gitaar en zang door hemzelf gespeeld, hoewel er ook enkele nummers zijn waarop begeleiding (drums) aanwezig zijn.
Jandek heeft door de jaren een kleine maar harde kern van fans opgebouwd. Zo was Kurt Cobain en zijn Bright Eyes, Smogs Bill Callahan en Belgisch muzikant en stuckist Kloot Per W  fans van zijn muziek.

## Discografie
- 1978 - Ready for the House
- 1981 - Six and Six
- 1981 - Later On
- 1982 - Chair Beside a Window
- 1982 - Living in a Moon So Blue
- 1982 - Staring at the Cellophane
- 1983 - Your Turn to Fall
- 1983 - The Rocks Crumble
- 1984 - Interstellar Discussion
- 1985 - Nine-Thirty
- 1985 - Foreign Keys
- 1986 - Telegraph Melts
- 1986 - Follow Your Footsteps
- 1987 - Modern Dances
- 1987 - Blue Corpse
- 1988 - You Walk Alone
- 1988 - On the Way
- 1989 - The Living End
- 1990 - Somebody in the Snow
- 1991 - One Foot in the North
- 1992 - Lost Cause
- 1993 - Twelfth Apostle
- 1994 - Graven Image
- 1994 - Glad to Get Away
- 1996 - White Box Requiem
- 1997 - I Woke Up
- 1998 - New Town
- 1999 - The Beginning
- 2000 - Put My Dream on This Planet
- 2001 - This Narrow Road
- 2001 - Worthless Recluse
- 2002 - I Threw You Away
- 2002 - The Humility of Pain
- 2003 - The Place
- 2003 - The Gone Wait
- 2004 - Shadow of Leaves
- 2004 - The End of It All
- 2004 - The Door Behind
- 2004 - A Kingdom He Likes
- 2005 - When I Took That Train
- 2005 - Glasgow Sunday
- 2005 - Raining Down Diamonds
- 2005 - Khartoum
- 2006 - Khartoum Variations
- 2006 - Newcastle Sunday
- 2006 - What Else Does The Time Mean?
- 2006 - Glasgow Monday
- 2006 - Austin Sunday
- 2006 - The Ruins of Adventure
- 2007 - Manhattan Tuesday
- 2007 - Brooklyn Wednesday
- 2008 - The Myth of Blue Icicles
- 2008 - Glasgow Friday